# Rajd Monte Carlo 1966
Rajd Monte Carlo 1966 (35. Rallye Automobile de Monte-Carlo) – rajd samochodowy rozgrywany w Monaco od 14 do 20 stycznia  1966 roku. Była to pierwsza runda Rajdowych Mistrzostw Europy w roku 1966. Rajd został rozegrany na asfalcie i śniegu.

## Wyniki końcowe rajdu[1]
| Msc. | Kierowca       | Pilot                | Samochód            | Czas    | Strata |
| ---- | -------------- | -------------------- | ------------------- | ------- | ------ |
| 1.   | Pauli Toivonen | Ensio Mikander       | Citroën DS          | 3:39:54 | -      |
| 2.   | René Trautman  | Jean-Pierre Hanrioud | Lancia Flavia       | 3:40:40 | +46    |
| 3.   | Ove Andersson  | Rolf Dahlgreen       | Lancia Flavia       | 3:41:18 | +1:24  |
| 4.   | Bob Neyret     | Jacques Terramorsi   | Citroën DS          | 3:46:00 | +6:06  |
| 5.   | Leo Cella      | Luciano Lombardini   | Lancia Flavia       | 3:46:12 | +6:18  |
| 6.   | Rob Slotemaker | Robert Gorris        | BMW 1800            | 3:46:59 | +7:05  |
| 7.   | Guy Verrier    | Bernard Pasquier     | Citroën DS 21       | 3:47:00 | +7:06  |
| 8.   | Jorma Lusenius | Jarvi                | Lancia Flavia Coupé | 3:49:01 | +9:07  |
| 9.   | Claude Laurent | Jacques Marché       | Citroën DS 21       | 3:54:00 | +14:06 |
| 10.  | Geoffrey Mabbs | Jim Porter           | Rover 2000          | 3:59:17 | +19:23 |